# Fingerpoke of Doom
El sobrenombre Fingerpoke of Doom (FPOD) (literalmente el Dedo de la fatalidad) se refiere a un infame incidente en la lucha libre profesional estadounidense ocurrido el 4 de enero de 1999 en el Georgia Dome en Atlanta, Georgia, durante una transmisión en vivo de Nitro, el programa insignia de la World Championship Wrestling (WCW).
El incidente ocurrió durante el evento principal de Nitro, con el Campeón Mundial Peso Pesado de la WCW Kevin Nash, quien era el líder del stable Wolfpac del New World Order (nWo), y Hollywood Hogan, el líder de la facción Hollywood de la nWo, con quien Nash y su grupo habían estado en rivalidad desde abril de 1998, cuando el stable original se separó, y Hogan se había retirado de la lucha libre. El stable Wolfpac eran babyfaces, mientras que la facción de Hollywood eran heels, al igual que la nWo original.
En el match, Hogan golpeó a Nash en el pecho con el dedo índice, lo que provocó que Nash se arrojara teatralmente sobre la lona y permitiera que Hogan lo cubriera; la victoria marcó la reunión de ambas facciones de la nWo en un grupo de villanos. Anteriormente en la misma transmisión, el locutor de WCW Tony Schiavone reveló los resultados de su rival en las Monday Night Wars, World Wrestling Federation y su programa insignia Raw Is War (que se grabó seis días antes y se transmitió en diferido al mismo tiempo que Nitro se transmitía en vivo), revelando que el luchador Mick Foley (que había luchado en WCW como Cactus Jack y ahora trabajaba para la WWF como Mankind) estaba listo para ganar el Campeonato de la WWF. Aunque esta revelación estaba destinada a disuadir a los espectadores de "Nitro" de cambiar a "Raw Is War", en su lugar, supuestamente incitó a 600.000 espectadores a cambiar de canal para ver la victoria de Foley, y la mayoría de los espectadores solo volvieron a sintonizar Nitro cuando quedaban cinco minutos de la emisión, en la que se produjo el Fingerpoke of Doom. El incidente se denominó "The Fingerpoke of Doom" tanto por el deliberado Over-selling de Nash del golpe con el dedo, y por las ramificaciones negativas que tuvo el incidente para la empresa en su conjunto, con algunos periodistas de lucha libre que lo acreditan como el comienzo de la caída final de WCW y la pérdida de Monday Night Wars.

## Antes del incidente
La lucha estaba directamente relacionada con un controvertido evento principal que ocurrió en Starrcade en diciembre de 1998, durante el cual Kevin Nash cubrió a Goldberg para ganar el Campeonato Mundial Peso Pesado de la WCW. Al momento del combate, Goldberg estaba invicto en su carrera en la WCW (dentro del Kayfabe); y su derrota se produjo debido a la interferencia del excompañero de equipo de Nash, Scott Hall, así como a la interferencia de otros dos luchadores, Bam Bam Bigelow y Disco Inferno.
La noche siguiente, Nash expresó su insatisfacción con la interferencia de Hall y le ofreció a Goldberg una revancha para el siguiente episodio de Nitro en Atlanta. Sin embargo, Goldberg fue arrestado (kayfabe) a la mitad del Nitro de tres horas en el Georgia Dome y acusado de "acoso" por Miss Elizabeth (Goldberg originalmente iba a ser acusado de violación, pero el luchador se negó a seguir con esa historia en particular). Aunque Goldberg fue liberado más tarde cuando Elizabeth no pudo mantener su historia clara, no regresaría a la arena a tiempo para competir contra Nash; R.D. Reynolds y Bryan Alvarez notaron en The Death of WCW que se demostró que toda la parodia no tenía sentido después de que se reveló que la estación de policía estaba al otro lado de la calle del Georgia Dome.
Mientras tanto, Hollywood Hogan apareció por primera vez desde que declaró su retiro un mes antes. Hogan y Nash habían estado en una rivalidad desde abril de 1998, cuando Nash se convirtió en el favorito de los fanáticos al separarse del stable nWo de Hogan para formar su propio stable rival, la facción nWo Wolfpac; Hogan siguió siendo un villano, liderando su propia stable nWo, la nWo Hollywood. En ausencia de Goldberg, Nash le ofreció la oportunidad por el título a Hogan, quien aceptó la oferta.
Hogan salió al ring acompañado por Scott Steiner, quien había asumido el papel de liderazgo en la nWo Hollywood. Nash salió a continuación, pero luego reveló una sorpresa a Hogan y la multitud al detenerse al final de la rampa de entrada y señalar hacia atrás. La sorpresa fue Hall, que había sido parte de nWo Hollywood durante la mayor parte de los últimos siete meses y que entró vistiendo una camiseta de Wolfpac. Esto marcó el reencuentro de The Outsiders, quienes se habían separado como equipo en Slamboree en mayo de 1998.

## La lucha
La lucha comenzó con los dos hombres dando vueltas entre sí. Nash intentó intimidar a Hogan empujándolo con fuerza hacia la esquina. En represalia, Hogan insinuó que golpearía a Nash solo para tocarlo en el pecho con un dedo. Nash cayó de espaldas de manera teatral, lo que se ha comparado con "recibir un golpe en el pecho con una bala de cañón". Hogan luego lo cubrió para obtener el pinfall y fue declarado el nuevo Campeón Mundial de Peso Pesado de la WCW.
Después de que esto ocurriera, Hall y Steiner entraron al ring y celebraron con Nash y Hogan para indicar que los stables de Wolfpac y Hollywood se estaban reuniendo nuevamente.. Como Hogan había hecho antes cada vez que ganó el título desde agosto de 1996, pintó con aerosol la placa frontal del cinturón con "nWo". Sin embargo, para significar la reunión con Wolfpac, Hogan usó pintura en aerosol roja en lugar del negro habitual. Mientras tanto, la multitud insatisfecha comenzó a arrojar comida y otros desechos al ring.
Goldberg luego volvió a entrar al edificio y corrió hacia el ring para atacar a los miembros de nWo reunidos. Lex Luger, miembro de Wolfpac, lo siguió, aparentemente para ayudarlo, pero en cambio asaltó a Goldberg por detrás y demostró que él también era parte de la nWo reunida. Goldberg fue esposado a las cuerdas, repetidamente electrocutado con una pistola Taser y fue pintado con pintura roja y negra en toda su espalda la frase "nWo 4 Life". Un fuerte cántico diciendo "¡Queremos a Sting!" estalló de los fanáticos en el Georgia Dome, con la esperanza de que Sting viniera a rescatar a Goldberg e invirtiera a las cosas para la WCW. Sin embargo, Sting había estado fuera desde que Bret Hart lo atacó en Halloween Havoc en octubre y no volvería a aparecer hasta marzo de 1999; en ese momento, la historia de la reunión de nWo se había agotado en gran medida a favor de que Ric Flair tomara el control de WCW, y la mayoría de los miembros de nWo habían sido marginados debido a lesiones.
Después de que Nitro salió del aire, los miembros del equipo de los Atlanta Falcons que estaban en camino a los playoffs y los futuros participantes del Super Bowl vinieron para acompañar a Goldberg.

## El incidente de Mankind
Esa noche se transmitió junto a Nitro el episodio de Raw Is War en el que Mick Foley (como Mankind) ganó el Campeonato de la WWF de manos de The Rock. Según sus procedimientos en ese momento, la WWF había grabado este episodio en particular de Raw Is War seis días antes de la emisión del programa e incluso reconoció el cambio de título en su sitio web inmediatamente después de que concluyó la grabación. Más temprano esa noche, armado con el conocimiento de lo que sucedió, el locutor de la WCW Tony Schiavone, quien estaba actuando bajo las órdenes de Eric Bischoff, reveló a modo de burla el resultado del encuentro antes de que saliera al aire:

"Fans, mientras Hollywood Hogan se aleja y miran estos 40.000 más a mano, si están pensando en cambiar el canal a nuestra competencia, fans, no lo hagan, porque entendemos que Mick Foley, quien luchó aquí una vez como "Cactus Jack", va a ganar su título mundial. ¡Ja! Eso va a poner traseros en los asientos, je".

En cuestión de minutos, como lo muestran las calificaciones de Nielsen, más de medio millón de espectadores cambiaron de canal de Nitro en TNT a Raw Is War en USA Network. Después del enfrentamiento de Steve Austin, el final del match por el título y la celebración posterior al combate, muchos fanáticos regresaron a Nitro, que todavía tenía cinco minutos de tiempo de emisión. Las calificaciones finales de la noche fueron 5.7 para Raw Is War y 5.0 para Nitro.
La semana siguiente en Raw Is War, hubo carteles en la multitud que decían: "Mick Foley puso mi trasero en este asiento".

## Recepción y secuelas
En WrestleCrap: The Very Worst of Pro Wrestling, R.D. Reynolds dice sobre la lucha: "Eso fue todo. Los fanáticos habían sido quemados demasiadas veces por WCW y la nWo. A partir de ese momento en 1999, las calificaciones cayeron constantemente para la empresa".
WWE se refiere al match como "uno de los cambios de título más escandalosos de todos los tiempos" y afirma que "impactante ni siquiera describe adecuadamente este momento". Según los escritores de lucha libre Brian Fritz y Christopher Murray, el evento insultó a los fanáticos, molestó a los espectadores y alertó a otros luchadores de los problemas. Establecen un vínculo directo entre el cambio de título y la caída en los índices de audiencia que tuvo lugar después. En The Death of WCW, Reynolds y Alvarez amplían este vínculo, afirmando que el indicente del 4 de enero "más que cualquier otro, hizo que la bola rodara hacia la inevitable perdición de la empresa". Creen que el evento "ahora legendario" convirtió al episodio en "el 'Nitro' más destructivo en la historia de la compañía" y lo llaman un "desastre de proporciones épicas". El New York Daily News declaró que el match "se considera ampliamente como el principio del fin de WCW".
En una entrevista con RF Video, Nash afirmó que no tuvo nada que ver con el bookeo del incidente. Cuando se habla de lo que RF Video llama "infame pin de un dedo con Hogan", Nash dijo que Goldberg fue quien hizo que se difundiera ese rumor y que no había comenzado a reservar hasta febrero de 1999. En The Rise and Fall of WCW, Goldberg dijo que el incidente fue de Hogan y Nash jugando su propio pequeño juego contra el mundo de la lucha libre. Además, Reynolds y Alvarez sostuvieron en The Death of WCW que las acciones de Hogan y Nash desde el momento en que Goldberg venció a Hogan en Atlanta hasta su propio combate en el mismo lugar seis meses después, incluido el combate en sí, fueron parte de una trama en curso entre los dos luchadores.
En el episodio del 31 de agosto de 2009 de Raw, se mostró a Dusty Rhodes, Shawn Michaels y Triple H viendo y discutiendo imágenes de la lucha entre Hogan y Nash entre bastidores.
En su autobiografía, Hollywood Hulk Hogan, Hulk Hogan rechazó la idea de que el Fingerpoke of Doom fuera fundamental en la caída de WCW. Afirmó que "diluir todo el concepto" del New World Order al dividir el grupo y crear derivados como el Latino World Order y la incapacidad de competir con el estilo más arriesgado de la Attitude Era de la WWF fueron los responsables de la caída de WCW.
La autobiografía de Eric Bischoff Controversy Creates Ca$h incluye un capítulo titulado "El punto de inflexión que no fue". En él, Bischoff afirmó que señalar al Fingerpoke como la razón por la que WCW se hundió era una simplificación excesiva. Reconoció que la gente pasó de ver 'Nitro' a 'Raw Is War' después del comentario de Schiavone sobre Foley ganando el Campeonato de la WWF, pero afirmó que "la marea había cambiado tan significativamente que nosotros hablando de un match no importaba".
Se hizo referencia al incidente en un episodio de 2021 de WWE NXT en el que los miembros de The Way, Austin Theory y luego el Campeón Normteamericano de NXT Johnny Gargano sugieren repetir el incidente si pelean entre ellos en NXT TakeOver: Stand & Deliver.